# 검은넓적코박쥐
검은넓적코박쥐(Platyrrhinus umbratus)는 주걱박쥐과(신세계잎코박쥐과)에 속하는 박쥐의 일종이다. 콜롬비아와 베네수엘라에서 발견된다.

## 특징
작은 박쥐로 전완장이 42~47.8mm이다. 털은 길고 삼색을 띤다. 몸은 연한 갈색부터 짙은 갈색까지 다양한 색을 띠고, 어깨와 엉덩이 사이 부분에 줄무늬가 살짝 보인다. 주둥이 짧고 넓다. 잎코가 잘 발달해 있고 창 모양을 띤다.

## 분포 및 서식지
콜롬비아와 베네수엘라 북부, 파나마 남단 지역에 널리 분포한다. 해발 250m와 2,000m 사이에 서식한다.

## 아종
3종의 아종이 알려져 있다.
- P. u. umbratus - 콜롬비아 중부와 북부, 베네수엘라 남서부에 분포.
- 다리엔넓적코박쥐 (P. u. aquilius) (Handley & Ferris, 1972) - 콜롬비아 국경을 따라 파나마 남부 지역에 분포.
- P. u. oratus (Thomas, 1914) - 베네수엘라 북중부.